# Batel
Le batel est une embarcation à avirons composé de 4 rameurs et un barreur ou timonier. Les rameurs manient chacun un aviron, tout comme le barreur. Ils sont disposés l'un derrière l'autre et chacun rame du côté opposé à celui qui le précède. C'est un bateau d'environ sept mètres de longueur. Contrairement aux traînières, ces embarcations ne possèdent pas de rame supplémentaire dont se sert le premier rameur en proue lors des virages à 180° (ciaboga en castillan) autour de la bouée du large. En effet, les traînières, lorsqu'elles virent autour d'une bouée, s'aident du rameur de la proue qui lâche sa rame pour en utiliser une autre afin d'aider le barreur dans le demi-tour.

## Compétition
Les régates sont composées de plusieurs longueurs selon la catégorie en compétition (entre 2 et 4). Chaque longueur est de 500 mètres, et au large s'effectue un virage de 180º autour d'une bouée. Les manches officielles sont de 5 embarcations, c'est-à-dire que 5 bateaux se disputent chaque manche. Pour chaque embarcation on assigne deux bouées, celle de départ et d'arrivée et celle du large (à l'exception de la catégorie des cadets, dont celle du départ et d'arrivée sont différentes. Leur bouée de départ est celle se trouvant au large puisque ces bateaux n'effectuent que trois longueurs, et comme l'arrivée doit s'effectuer dans la ligne de bouées près du bord (généralement une plage). C'est pour cette raison que le départ s'effectue au large).
Le batel est réglementé par la Fédération espagnole d'aviron depuis 1944, où a eu lieu dans l'étang du Retiro de Madrid le premier championnat national. Le club ayant le meilleur palmarès dans cette catégorie est celui de Club de Mar de Castropol qui a obtenu (jusqu'en 2009) 6 titres et 7 sous-titres suivi par le Club Iberia qui a obtenu (jusqu'en 2009) 6 titres et 6 sous-titres.
Durant les dernières années, les gagnants ont été des bateaux de la Cantabrie. En 2008 et 2009, la Société sportive d'aviron Castreña s'est imposée et dans les trois années précédentes c'était la Société sportive d'aviron Astillero.